# クワンデベレ
クワンデベレ（英語 南ンデべレ語:KwaNdebele）は南アフリカ共和国のアパルトヘイト政策にその他のバントゥースタンと共に設立された。

## 地理

### 所有地域
ウェスタン・ハイベルトの一部

### 隣接地域
カングワネ(ムプマランガ州の一部)
レボワ(ムプマランガ州の一部)

## 歴史
設立
1981年に南アフリカ共和国政府のアパルトヘイト政策でクワンデベレが設立された。
不完全な「独立」
南アフリカ共和国政府は一部のバントゥースタン(トランスカイ、ボプタツワナ、ヴェンダ、シスカイ)には独立国として認めたが国際社会からは殆ど承認されませんでした。
消滅(再統合)
1994年に全人種参加型選挙を経て、南アフリカ共和国に再統合され、クワンデベレという行政区画は消滅しました。
現在は主にムプマランガ州の一部となっています。